# Polycentropus cachoeira
Polycentropus cachoeira – gatunek chruścika z rodziny przyocznicowatych i podrodziny Polycentropodinae.
Gatunek ten opisany został po raz pierwszy w 2011 roku przez Stevena W. Hamiltona i Ralpha W. Holzenthala na łamach „ZooKeys”. Jako lokalizację typową wskazano Urubici w Cachoeira Avencal w brazylijskim stanie Santa Catarina. Epitet gatunkowy pochodzi od miejsca typowego.
Chruścik o brązowym do ciemnobrązowego ciele i słomkowych odnóżach. Skrzydło przednie osiąga 5 mm długości. Ubarwienie skrzydła jest brązowe z licznymi jasnymi łatkami. Odwłok samca ma szerokie, prawie trójkątne w widoku bocznym, a w widoku brzusznym nieco trapezowate ze słabo przewężonymi na przedzie bokami oraz słabo wklęśniętym brzegiem tylnym dziewiąte sternum. Nie występuje przysadka pośrednia. Przysadka preanalna ma krótki i u szczytu zaokrąglony wyrostek mezolateralny połączony szeroko podstawą z doogonowo skierowanym, podobnie zbudowanym wyrostkiem mezowentralnym tejże przysadki. Przysadka dolna jest w widoku brzusznym kwadratowa i opatrzona wydatnym, zaostrzonym kolcem kaudalnomezalnym, a w widoku bocznym przeciętnie długa, rombowata, o niskiej i od góry prostej flance grzbietowo-bocznej oraz pozbawiona kolca mezowentralnego. Przeciętnie długa fallobaza ma wyrostek wierzchołkowo-brzuszny z jednym szczytem, szeroki w widoku grzbietowym skleryt fallotremy oraz bardzo szerokie pasmo zesklerotyzowane endoteki. Skleryt subfalliczny jest nieobecny.
Owad neotropikalny, endemiczny dla Brazylii.